# برتون رز
برتون (باد) دیوید رز (به انگلیسی: Burton "Bud" David Rose؛ ۱۹ نوامبر ۱۹۴۲ – ۲۴ آوریل۲۰۲۰) نفرولوژیست آمریکایی و خالق وبگاه آپ‌تودیت (به انگلیسی: UpToDate) بود.
رز استاد بالینی دانشگاه هاروارد بود. او همچنین در دانشکده پزشکی دانشگاه ماساچوست، بیمارستان بریگام و زنان و مرکز پزشکی پرستاران مذهبی بث اسرائیل سمت داشت. وی نویسندهٔ کتاب فیزیولوژی بالینی اختلالات اسید-قلیا و الکترولیت، پاتوفیزیولوژی بیماری کلیوی و پاتوفیزیولوژی کلیه: اصول پایه بود.
رز اولین نسخهٔ وبگاه آپ‌تودیت رادر زیرزمین منزل خود روی فلاپی دیسک ایجاد کرد.
در ۲۰۱۹، انجمن نفرولوژی آمریکا یک شاخهٔ جدید از سخنرانی‌های سالانه در زمینهٔ بیماری‌های کلیوی را به نام برتون دی. رز نام‌گذاری کرد.
رز در اثر بیماری کروناویروس ۲۰۱۹ در ۲۴ آوریل ۲۰۲۰ درگذشت. در اعلام درگذشت او، استات نیوز، او را «استیو جابز پزشکی» خواند.